# Toyama (cidade)
Toyama (富山市 Toyama-shi) é a capital da província de Toyama, localizada na costa do Mar do Japão, na região de Hokuriku.
É reconhecida pelo governo como uma cidade-modelo do meio-ambiente,entre outras razões como a primeira cidade japonesa a cobrar pelos sacos plásticos utilizados em supermercados.
A capital abrange cerca de 1/3 de toda o território da província,e apresenta um dos menores níveis de densidade populacional entre as capitais japonesas.
Em 1 de Abril de 2005 a antiga cidade de Toyama, uniu-se às cidades e vilarejos de Ōsawano e Ōyama(ambas do distrito de Kaminiikawa) Fuchū, Hosoiri, Yamada e Yatsuo (distrito de Nei), formando então a Nova Cidade de Toyama.

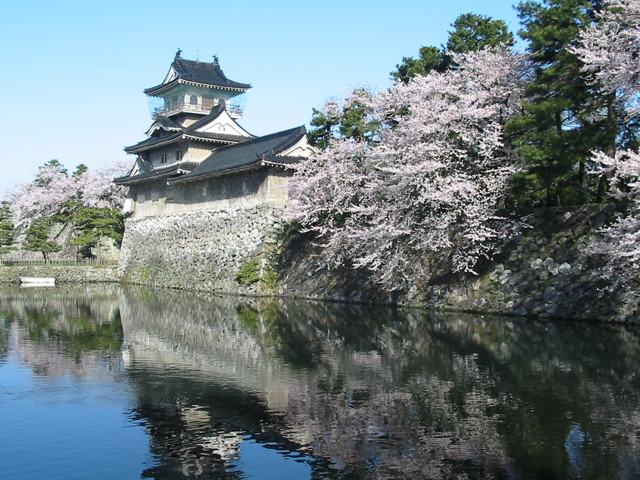
Castelo de Toyama

## Cidades-irmãs
- Qinhuangdao, China
- Durham, EUA
- Durham, Reino Unido
- Wellington, Austrália
- Mogi das Cruzes, Brasil[2]

### Estados-Irmãos
- Oregon, EUA